# Nigolayos I (ormiański patriarcha Konstantynopola)
Nigolayos I (ur. ?, zm. ?) – w latach 1478–1489 2. ormiański Patriarcha Konstantynopola.